# Ida Lwowna Rubinstein

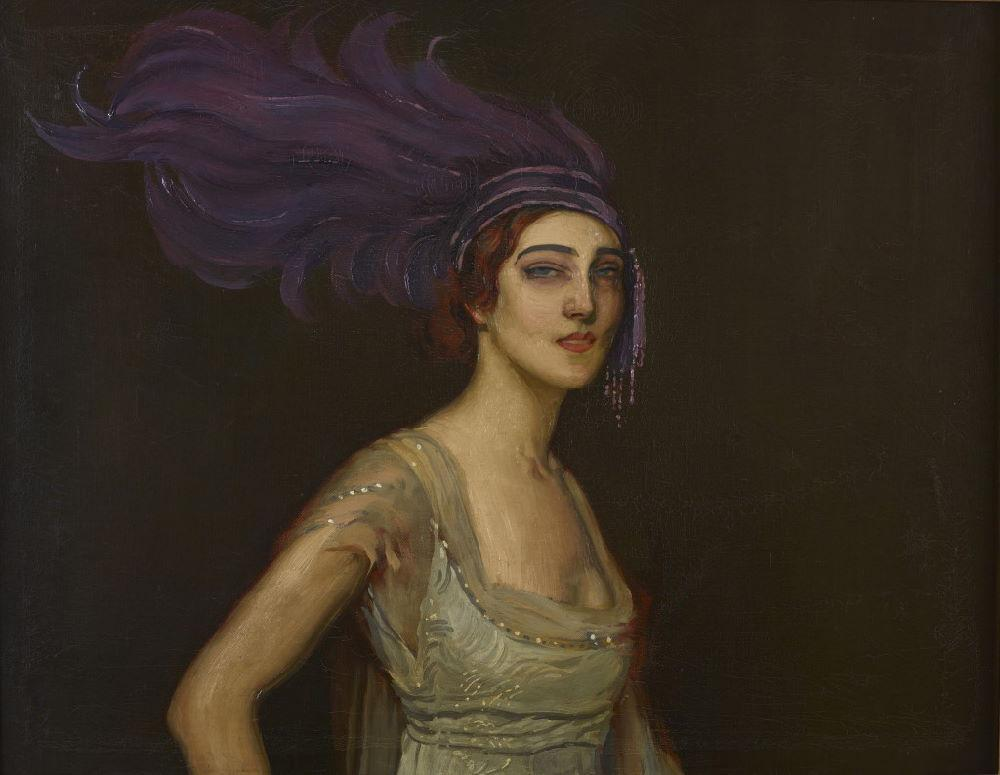
Porträt von Antonio de la Gandara: Ida Rubinstein (1913)

Ida Lwowna Rubinstein (* 5. Oktober 1885 in Charkow, Russisches Kaiserreich (heute Ukraine); † 20. September 1960 in Vence, Frankreich) war eine russische Tänzerin, Schauspielerin und Choreografin.
Sie gehörte zu den schillerndsten Künstlerpersönlichkeiten der ersten 40 Jahre des 20. Jahrhunderts. Rubinstein gilt mit ihrer expressiven Darstellung, exotischen Ausstattung und Bewegungstheater als Urahnin der Performance. Sie tanzte freizügig, exaltiert und nahezu nackt auf der Bühne, lange vor Josephine Baker. Strawinski behauptete, sie sei die dämlichste Frau in der Kunstwelt, der er jemals begegnet sei, andere beschrieben sie als „faszinierende Schönheit“ und „Traumfrau der 1920er-Jahre“.

## Leben

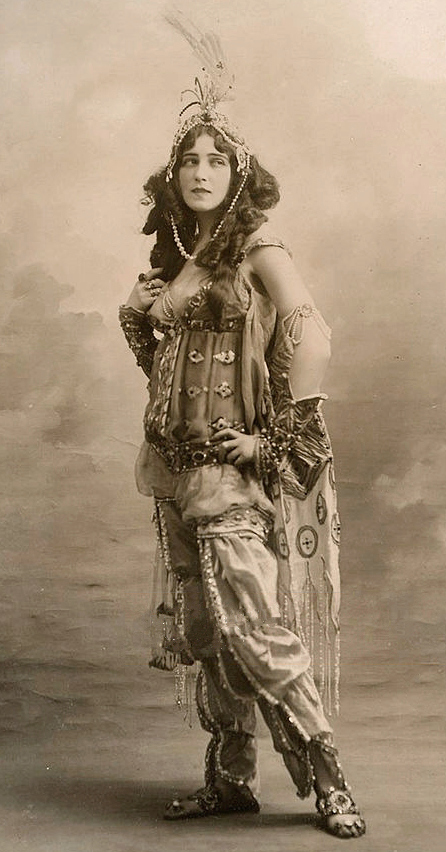
Rubinstein in Rimski-Korsakows Scheherazade, 1910

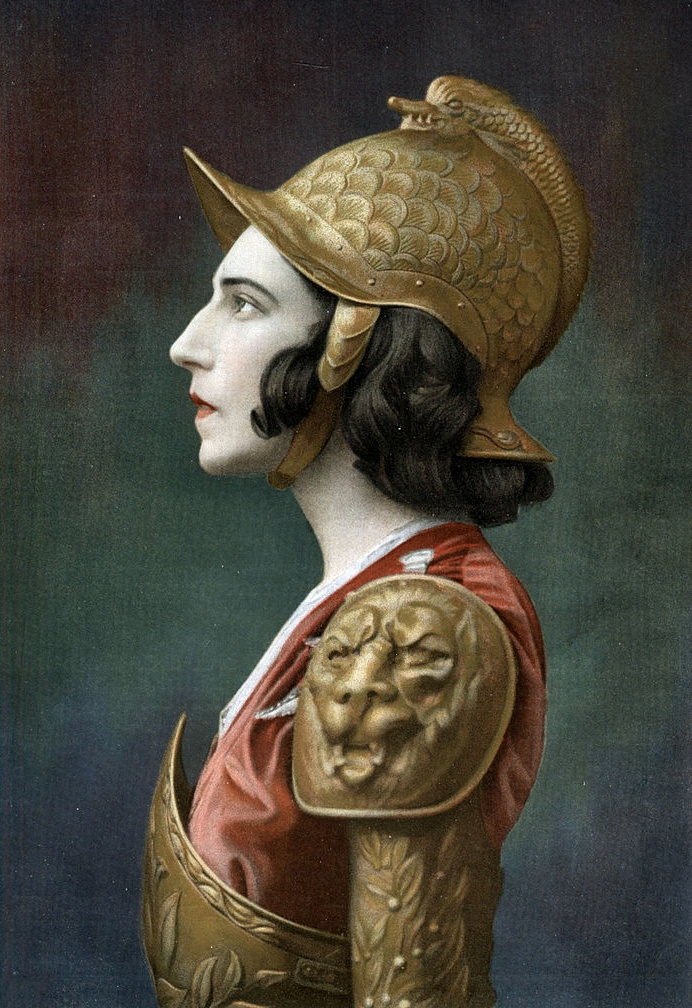
Rubinstein als Saint Sebastian in Das Martyrium von Saint Sebastian, 1911

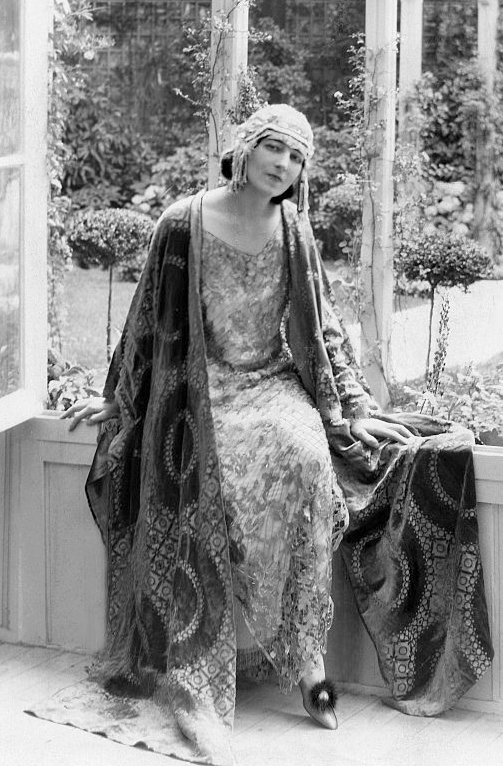
Rubinstein im Jahr 1922

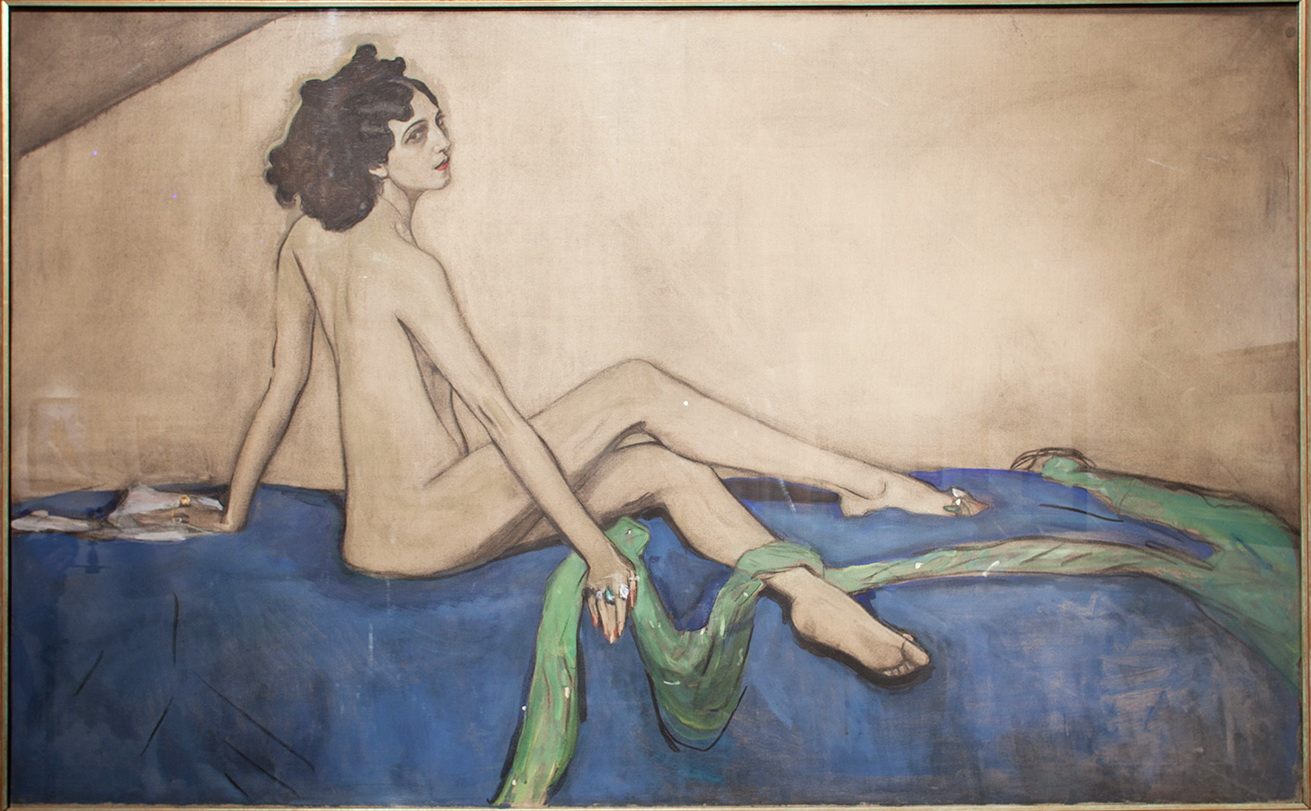
Walentin Serow: Porträt von Ida Rubinstein, 1910

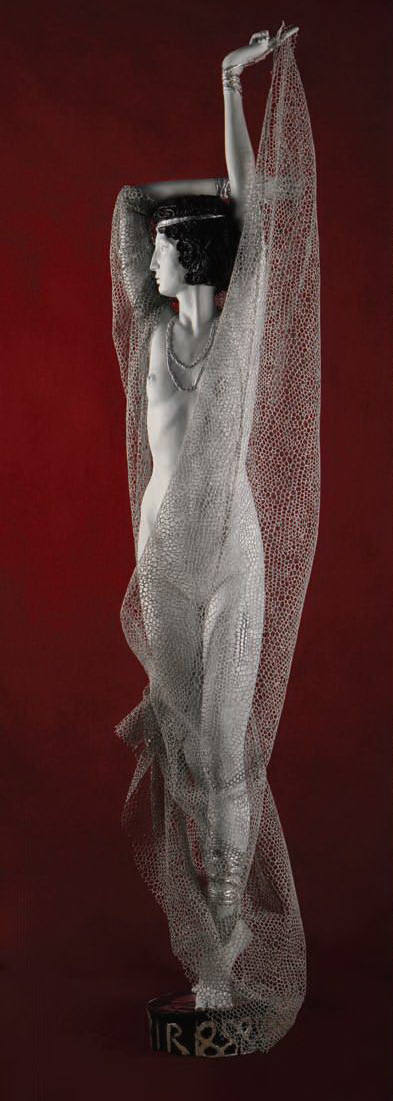
Tanz der sieben Schleier – Ida Rubinstein (I. W. Korschew, 2010)

Rubinstein wurde in eine wohlhabende jüdische Familie hineingeboren. Da ihre Eltern zwei Jahre nach Idas Geburt an Typhus starben, wuchs sie bei ihrer Tante in St. Petersburg auf. Dort bekam sie Privatunterricht und besuchte regelmäßig das Theater. Später beherrschte Rubinstein fünf Sprachen in Wort und Schrift und fünf weitere umgangssprachlich.
Ihre Familie entsetzte sich über ihren Unterricht bei Künstlern des Mariinski-Theaters, und so schien es in ihren Gesellschaftskreisen zunächst unmöglich, Theater zum Beruf zu machen. Doch bereits mit 19 Jahren spielte und inszenierte sie Antigone nach Sophokles für geladene Gäste. Schon hier arbeitete sie für die Ausstattung mit Léon Bakst zusammen. Ihr richtiges Debüt hatte sie allerdings erst 1909 mit einer Solo-Performance von Oscar Wildes Salomé. Zu jener Zeit erhielt sie schon Privatunterricht in der Tanzkunst von Michel Fokine.
Rubinstein wurde nun als erste Interpretin ohne abgeschlossene Tanzausbildung in die Tanzkompanie Ballets Russes von Diaghilew aufgenommen. 1909 tanzte sie in Paris im Théâtre du Châtelet die Titelrolle in Cleopatra und später in Scheherazade. Bei den Ballets Russes trat sie stets in Kostümen von Léon Bakst auf, mit denen sie für neue Modetrends sorgte.
Rubinstein baute auf einen orientalischen Stil, wusste mit Verrenkungen zu gefallen und wirkte höchst erotisch. Es wurde auch von „formvollendeten Figuren und Sprüngen“ gesprochen. Trotzdem trug sie den Ruf einer „Dilettantin, die sich unerschütterlich für eine einzigartige Tänzerin und Schauspielerin hielt und um jeden Preis mitreden wollte“. Doch mit ihrer enormen Bühnenpräsenz und Schauspieltalent konnte sie den Kritikern trotzen. Mit ihrem Tanzstil ließ sie die romantische und imperiale Epoche Tschaikowskys endgültig hinter sich. „Hier war kein Vergleich möglich, weil man so etwas noch nie zuvor gesehen hatte“, bemerkte der berühmte Tänzer und Choreograph Sergej Lifar.
Auch sonst verkörperte Ida Rubinstein einen neuen Frauentyp. Nicht nur, weil sie im Gegensatz zu den anderen Ballerinen auffallend groß und schlank gebaut war und ihre Ausbildung zu spät begonnen hatte, um zur ersten Riege der Tänzerinnen zu gehören. Sie zählte auch zu den Salondamen St. Petersburgs, den hochbegabten und selbstbewussten Künstlerinnen und Mäzeninnen, die oftmals ihre Ehe-/Männer in den Schatten stellten. Sie traten ein für Freiheit, lockere Moral und freie Liebe, spielten mit weiblichen und männlichen Rollenbildern, liebten die Provokation und wussten sich in Szene zu setzen.
Nicht selten erregte Rubinstein wie 1911 durch Le Martyre de Saint Sébastien einen Skandal, als der Erzbischof von Paris riet, das Stück nicht zu besuchen, da eine Frau und Jüdin die Hauptrolle spiele.
1911 gründete Ida Rubinstein eigene Kompanien. Michel Fokine, Bronislava Nijinska, Léonide Massine und Kurt Jooss choreographierten für das Ensemble.
Rubinstein war immer auf der Suche nach zeitgenössischer Musik, zu der sich tanzen ließ. So vergab sie viele Aufträge für Ballette an namhafte Komponisten. Darunter Maurice Ravel (Boléro, 1928; La Valse, 1929), Claude Debussy (Le Martyre de Saint Sébastien, 1911), Igor Strawinski (Le baiser de la fée, 1928; Perséphone, 1933) Arthur Honegger (Jeanne d’Arc au bûcher, 1939) und Jacques Ibert (Le Chevalier Errant, 1935). Diese Auftragsarbeiten waren ihren Fähigkeiten angepasst, es waren Werke, die Tanz mit schauspielerischem Können mischten.
Ida Rubinstein wurde auch in der Kunst gefeiert. Beispielsweise erstellte Demétre Chiparus eine Statuette von ihr und Antonio de la Gandara ein Gemälde. Doch auch andere Künstler und Künstlerinnen stellten sie dar.
Im Privaten lebte Ida Rubinstein zurückhaltend. Sie war bisexuell und hatte eine Affäre mit der Malerin und Bildhauerin Romaine Brooks und mit dem verheirateten Lord Moyne. Eine enge Freundschaft verband sie mit Maurice Ravel. Weitere Freunde und Bewunderer waren Sarah Bernhardt, Marc Chagall, Jean Cocteau, André Gide, Arthur Honegger und Vaslav Nijinsky.
Ihren letzten Auftritt hatte sie im Juni 1939. Nachdem Lord Moyne 1944 erschossen wurde, zog sich Rubinstein mehr und mehr aus der Öffentlichkeit zurück. Nach Ende des Zweiten Weltkriegs ließ sie sich in Vence nieder und empfing nur noch selten Besuch.
Ihr Nachlass aus wertvollem Schmuck, zahlreichen Kleidern, Kostümen und Erinnerungsstücken ist bis heute verschwunden.

### Monografien
- Toni Bentley: Sisters of Salome. Yale University Press, New Haven 2002, ISBN 0-300-09039-0. (englisch)
- Michael De Cossart: Ida Rubinstein (1885–1960) : a theatrical life. Liverpool University Press, Liverpool 1987, ISBN 0-85323-146-X. (englisch)
- Jacques Depaulis: Paul Claudel et Ida Rubinstein : une collaboration difficile. Diffusion Les Belles Lettres, Paris 1994, ISBN 2-251-60517-7. (französisch)
- André Dunoyer de Segonzac: XXX dessins : nus, Isadora Duncan, Ida Rubinstein, boxeurs. Edition du Temps Présent, Paris 1920–1929(?). (französisch)
- Fernand Nozière: Ida Rubinstein. Éditions Sansot. R. Chiberre, Paris  1926. (französisch)
- Diana Souhami: Wild girls : Paris, Sappho, and art. St. Martin's Press, New York  2005, ISBN 0-312-34324-8. (englisch)
- Georges Tribout, Charles Batilliot: Dessins sur les gestes de Mademoiselle Ida Rubinstein. Se trouve "A la Belle Edition", Paris 1910–1919(?). (französisch)
- Patrizia Veroli: Baccanti e dive dell'aria : donne danza e società in Italia 1900–1945. Edimond, Perugia 2001, ISBN 88-500-0143-6. (italienisch)
- Vicki Woolf: Dancing in the vortex : the story of Ida Rubinstein. Harwood Academic, Amsterdam 2000, ISBN 90-5755-087-3. (englisch)
- Tatjana Kuschtewskaja: Russinnen ohne Rußland. Berühmte russische Frauen in 18 Portraits. Grupello, Düsseldorf 2012, ISBN 978-3-89978-162-5.

### Zeitschriftenartikel
- Kenneth Archer, Millicent Hodson: Waltzing with ida, then and now. In: Dance now. 8, Nr. 2, Sommer 1999, S. 17–23. (englisch)
- N. Dunaeva: Ida Rubinshtein : za strokami "Vospominanii o balete" A.N. Benua. In: Permskii ezhegodnik-95 Khoreographiia. 1995, S. 52–66. (russisch)
- Francesca Falcone: Nicola Guerra coreografo all'Opéra di Parigi : gli esordi degli anni 1918–1922. In: Chorégraphie. Nr. 10, 1997, S. 7–30. (italienisch)
- Olivier Marmin: Salomé (2) : Salomé et les Ballets russes. In: Saison de la danse. Nr. 270, Juli 1995, S. 46–47. (französisch)
- Richard Merz: Eine grosse Darstellerin. In: Tanz und Gymnastik. 55, Nr. 2, 1999, S. 32–34.
- Marcel Schneider: Grandes figures : Ida Rubinstein. In: Danser. Nr. 164, März 1998, S. 40–42. (französisch)